# Logis de Varrains
Le logis de Varrains est une demeure située à Varrains, en France.

## Localisation
La demeure est située dans le département français de Maine-et-Loire, sur la commune de Varrains.

## Historique
L'édifice est inscrit au titre des monuments historiques en 1997.